# Edmundo Chiriboga
César Edmundo Chiriboga González, (Riobamba, 17 de agosto de 1917 - Chacras, 30 de julio de 1941), conocido como capitán Edmundo Chiriboga (el Héroe de Quebrada Seca), fue un militar ecuatoriano condecorado con la presea "Abdón Calderón" por años de servicio. Posteriormente con el grado de teniente luchó en la Guerra del 41 (Perú-Ecuador), donde falleció junto a 25 soldados de su batallón, fue ascendido post mortem al grado de Capitán el 1 de octubre de 1941.

## Biografía
Fue hijo de César Augusto Chiriboga Dávalos y Maria González González. Su educación primaria fue en la Escuela Nicanor Larrea, y la instrucción secundaria en el Colegio San Felipe Neri, donde obtuvo el título de "Bachillerato en Humanidades Modernas" el 18 de julio de 1935. Posteriormente viaja a Quito para iniciar su vida militar en el Colegio Eloy Alfaro.

## Vida Militar
En octubre de 1936, ingresa a la Escuela Superior Militar Eloy Alfaro, donde alcanza el grado de brigadier y alférez; en 1938 es ascendido a Subteniente ejerciéndolo en el "Batallón Andinos Cayambe" y posteriormente fue transferido a Pastaza a la "Guarnición de Rio Corrientes". El 12 de agosto de 1940 regresa a Quito al Batallón número 10 "Infantería del Carchi".

Es condecorado con la presea "Abdón Calderón" por sus servicios y al siguiente año en octubre de 1941 es enviado al sur, Provincia de El Oro, para participar en la Guerra del Ecuador y el Perú donde ya ostentaba el grado de Teniente. Su unidad permaneció en el sector de Quebrada Seca en el Cantón Arenillas, donde luchó y falleció. fue un hombre valeroso en condecoracion se creó el coloegio capitan edmundo chiriboga

## Héroe de Quebrada Seca
Durante la Guerra del 41, en Chacras en el sector de Quebrada Seca; el teniente Edmundo Chiriboga junto a 29 hombres se enfrentaron a la milicia peruana. La Unidad de Chiriboga se quedó sin municiones, y al vaticinar su destino dijo: "Somos ecuatorianos que moriremos cumpliendo con nuestro deber". Poco después fueron fusilados y enterrados en fosas comunes, existieron 3 sobrevivientes. Por este acto el Gobierno del Ecuador lo ascendió post-mortem al grado de capitán ese año.